# Sankt Augustins kyrka
Sankt Augustins kyrka (polska: Kościół św. Augustyna w Warszawie) är en katolsk kyrka i Warszawa i Polen.
Kyrkoprojektet började 1896 med finansiellt stöd av hertiginnan Aleksandra Potocka för att hedra minnet av makens död 25 år tidigare genom köp av två tomter vid Nowolipkigatan i stadsdelen Muranów. Byggnaden ritades av Edward Cichocki och Józef Huss. Kyrkan invigdes 1896 och var helt färdigställd 1905.

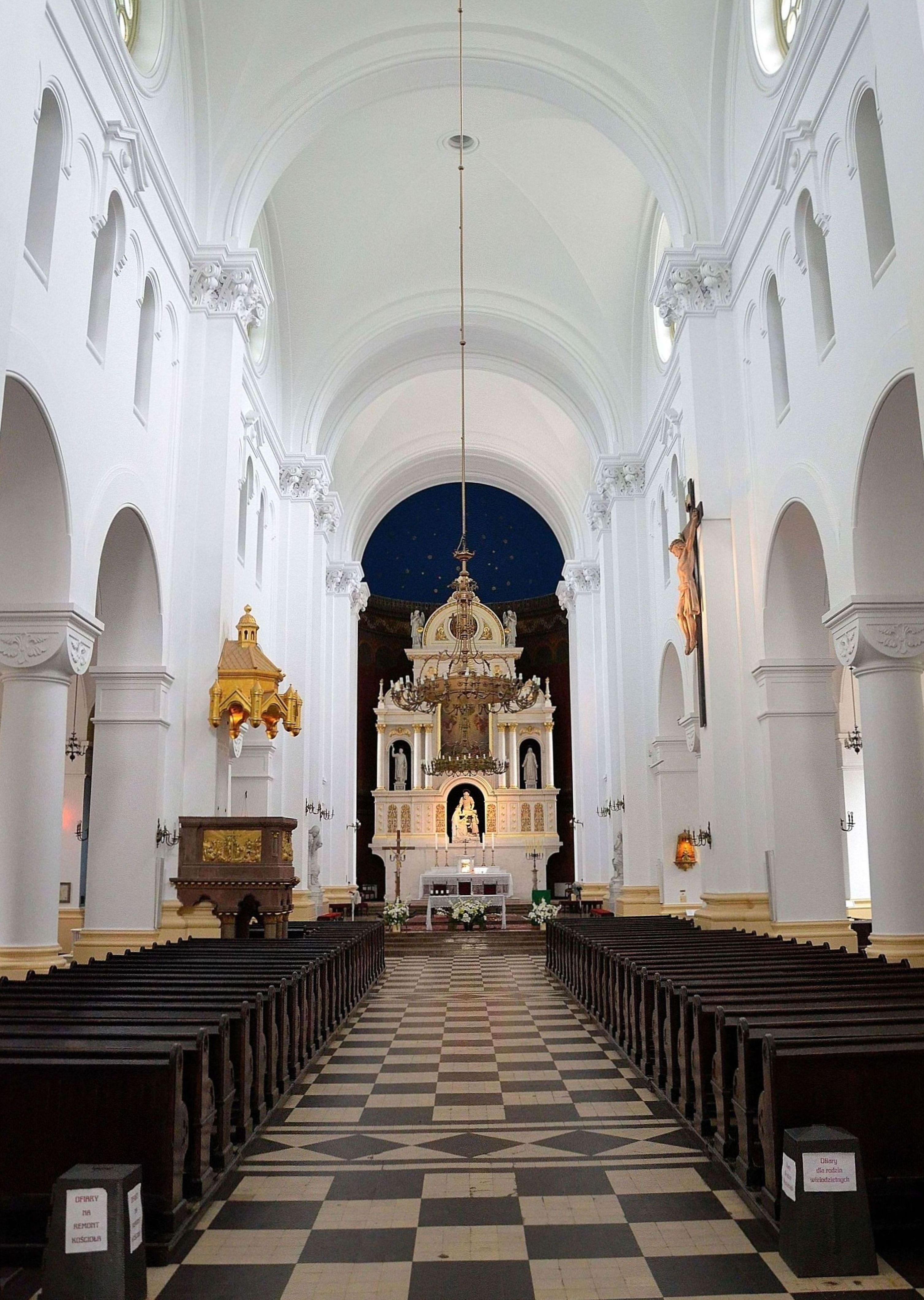
Interiör

Kyrkan är byggd som en basilika i rött tegel med byggnadsdetaljer i brunröd och beige sten, med ett högt torn i dess nordöstra hörn. Kyrkan var när den byggdes med sitt 70 meter höga torn den högsta byggnaden i Warszawa. 
Under andra världskriget inrättade den tyska ockupationsmakten i oktober 1940 Warszawas getto, och Sankt Augustins kyrka hamnade då inom detta. Detta innebar att den kyrkliga verksamheten i praktiken upphörde, även om församlingens två präster stannade kvar. Fader Garncarek sköts vid dörren till prästbostaden i december 1943 och prästen Leon Wieckoewitz arresterades i december 1942 för att dö i koncentrationsläger i augusti 1944.

## Förstörelsen av Warszawas getto
Efter upproret i Warszawas getto april–maj 1943 raserade den tyska ockupationsmakten systematiskt Warszawas getto. Sankt Augustins kyrka var den högsta av det fåtal byggnader som stod kvar i det resulterande stadsökenlandskapet. Den restaurerades mellan 1947 och 1953.